# Basilika St. Martin (Pacanów)

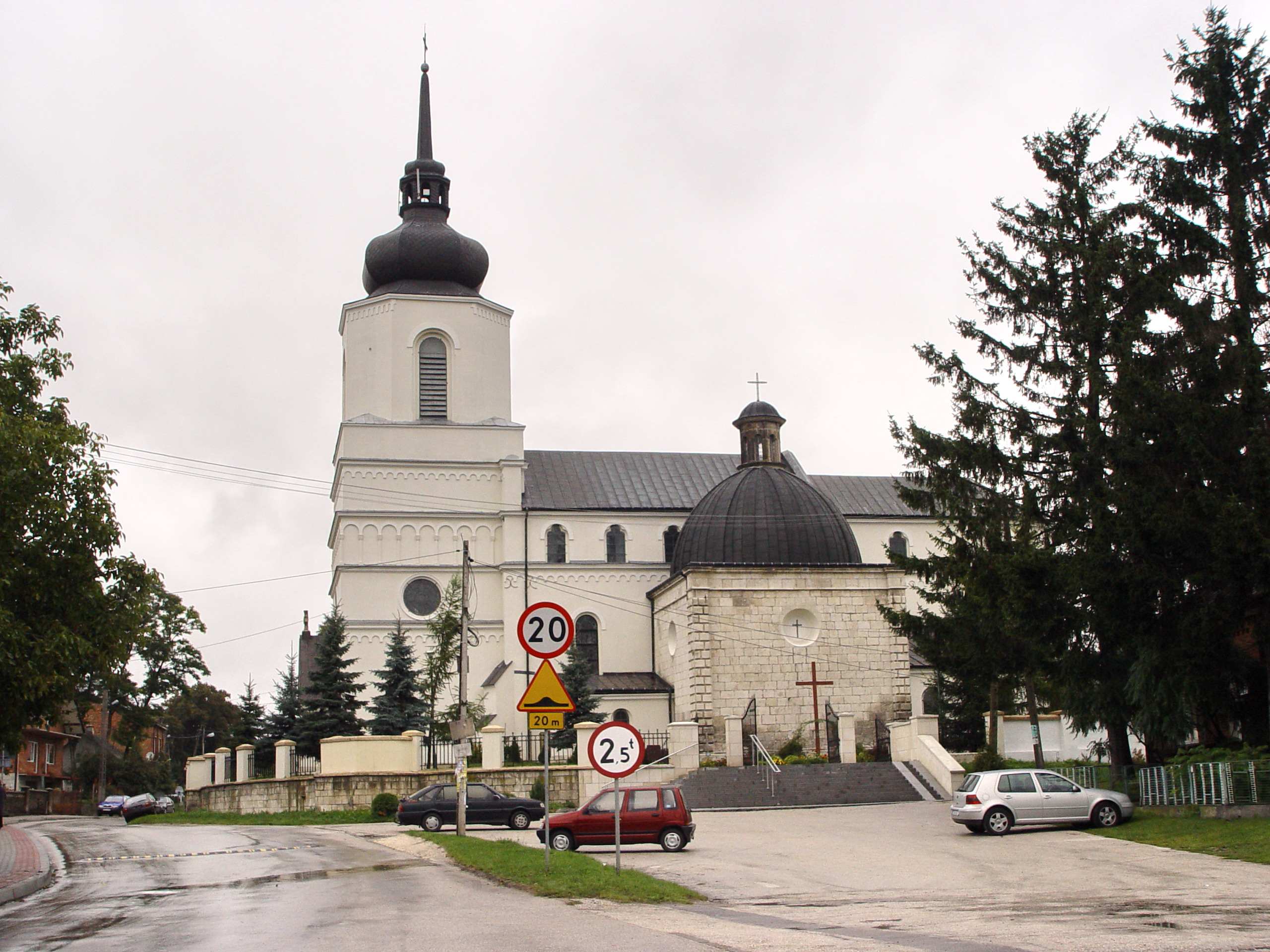
Basilika St. Martin

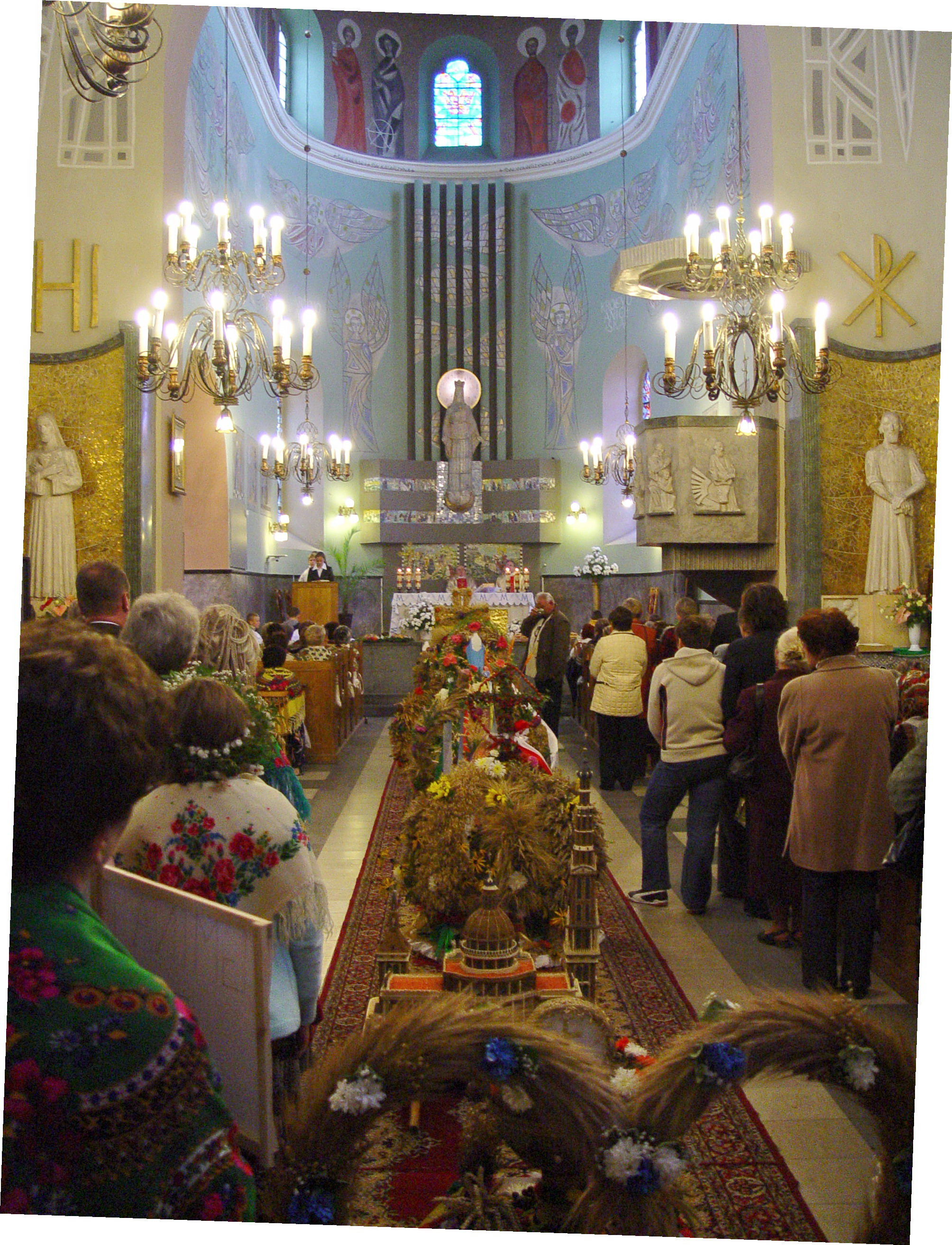
Innenraum

Die Basilika St. Martin (polnisch Bazylika św. Marcina) ist eine römisch-katholische Kirche in Pacanów in der Woiwodschaft Heiligkreuz. Die Kirche des Bistums Kielce trägt den Titel einer Basilica minor. Die barocke Kirche ist denkmalgeschützt und dient auch als Heiligtum des sterbenden Jesus.

## Beschreibung
Die Gründung einer Dorfkirche in Pacanów erfolgte Anfang des 12. Jahrhunderts. In der zweiten Hälfte des 13. Jahrhunderts wurde die Kirche St. Martin im gotischen Stil erbaut. Sie erhielt 1633 auf der Südseite eine Jesuskapelle. Diese Kirche wurde im Zweiten Nordischen Krieg 1657 durch Kosaken und schwedische Truppen niedergebrannt. Der Wiederaufbau erfolgte bis zum Ende des 17. Jahrhunderts im Stil des Barock, 1679 konnte der Hauptaltar geweiht werden. 1768 wurde die Kirche erweitert. Die Kirchweihe erfolgte erst 1895 durch Tomasz Teofil Kuliński. Nach einem Feuer 1906 dauerte der Wiederaufbau bis 1935, im Zweiten Weltkrieg kam es 1944 zu einer erneuten Zerstörung. Nach der Instandsetzung wurde die Kirche 1957 unter Denkmalschutz gestellt. Die Orgel von 1960 besitzt 20 Register, die über zwei Manuale bespielt werden.
Am 16. August 2008, dem 900. Jahrestag der Weihe der ersten Kirche verlieh Papst Benedikt XVI. der Kirche den Rang einer Basilica minor.